# Jean Le Guilly
Pour les articles homonymes, voir Le Guilly.
Jean Le Guilly, né le 27 janvier 1932 et mort le 22 mars 2005 au Faouët dans le Morbihan, est un coureur cycliste français.

## Biographie
En 1952, alors qu'il n'a que 20 ans, Le Guilly participe à son premier Tour de France. Certes bon grimpeur, il n'a aucun espoir de rivaliser avec les favoris. Et pourtant, sur l'étape Bourg d'Oisans-Sestrières, il décide d'attaquer dans le col du Télégraphe, prélude au Galibier. Après plusieurs tentatives, il s'échappe du peloton et s'envole seul vers le sommet. Cependant, Fausto Coppi ne l'entend pas ainsi. Dès le pied du Galibier, Coppi accélère progressivement, lâche ses concurrents et rattrape Le Guilly avant le sommet. Le Galibier récompense le Campionissimo, qui s'envole vers la victoire d'étape et du Tour. Quatrième à l'arrivée, Jean Le Guilly réalise la meilleure performance de sa carrière. Pour être passé en tête au col du Télégraphe, il sera embauché aux PTT et s'occupera des lignes longues distances.
En 1956, il termine meilleur grimpeur du Critérium du Dauphiné libéré.

## Palmarès
- 1952
  - 10ea étape de la Route de France (contre-la-montre)
  - 3e du Critérium du Dauphiné libéré
- 1953
  - 3e des Boucles de la Seine
- 1954
  - 2e du Grand Prix de Plouay

## Résultats sur les grands tours

### Tour de France
- 1952 : 26e
- 1953 : 30e
- 1954 : 33e
- 1956 : hors délais (20e étape)

- 1 passage en tête du col du Lautaret (2 058 m) sur la 19e étape (Briançon/Lyon) en 1953